# Modelsmühle (Naila)
Modelsmühle ist ein Wohnplatz der Stadt Naila im oberfränkischen Landkreis Hof in Bayern. Modelsmühle gehört zum Gemeindeteil Marxgrün und liegt in der Gemarkung Marxgrün.

## Geografie
Die Einöde liegt an der Selbitz. Eine Anliegerweg führt nach Marxgrün zur Staatsstraße 2195 (0,4 km östlich).

## Geschichte
Modelsmühle gehörte zur Realgemeinde Marxgrün. Gegen Ende des 18. Jahrhunderts bestand Modelsmühle aus einem Anwesen. Die Hochgerichtsbarkeit hatten das Rittergut Issigau und das Rittergut Reitzenstein gemeinsam inne. Das Rittergut Issigau war Grundherr der Mühle.
Von 1797 bis 1810 unterstand Modelsmühle dem Justiz- und Kammeramt Naila. Infolge des Ersten Gemeindeedikts wurde Modelsmühle dem 1812 gebildeten Steuerdistrikt Marxgrün und der zugleich entstandenen Ruralgemeinde Marxgrün zugewiesen. Nach 1890 wurde Modelsmühle in den Ortsverzeichnissen nicht mehr aufgelistet. Der Ort war bis in den 1960er Jahren Teil von Hügel. Im Zuge der Gebietsreform in Bayern wurde Modelsmühle am 1. Mai 1978 nach Naila eingemeindet.

### Baudenkmäler
- Mühlweg 11: chneidmühle mit historischer Mühlentechnik der ehemaligen Mahl- und Schneidmühle, zweite Hälfte des 19. Jahrhunderts[7]

### Einwohnerentwicklung
| Jahr      | 1819  | 1861  | 1871   | 1885   |
| Einwohner | 7     | 4     | 7      | 11     |
| Häuser    |       |       |        | 1      |
| Quelle    | [ 4 ] | [ 9 ] | [ 10 ] | [ 11 ] |

## Religion
Modelsmühle ist evangelisch-lutherisch geprägt und war ursprünglich nach St. Simon und Judas (Issigau) gepfarrt, seit den 1950er Jahren gehört es zum Pfarrsprengel Naila.